# 화천정보산업고등학교
화천정보산업고등학교(華川情報産業高等學校)는 대한민국 강원특별자치도 화천군 화천읍 하리에 있는 공립 고등학교이다.

## 학교 연혁
- 1955년 7월 5일 : 화천공업고등학교 설립인가 (전기과, 토목과 6학급)
- 1956년 4월 6일 : 개교
- 1962년 12월 31일 : 화천실업고등학교로 개칭(상업과 신설)
- 1976년 10월 28일 : 화천종합고등학교로 개칭(토목과 1학급 폐지, 보통과 1학급 증설)
- 1979년 3월 1일 : 화천실업고등학교로 개칭(전기과, 전자과, 상업과)
- 1982년 3월 1일 : 화천종합고등학교로 개칭(상업과 1학급 폐지, 보통과 2학급 증설)
- 1994년 3월 1일 : 화천실업고등학교로 개칭(전기과, 전자과, 사무자동화과, 정보처리과)
- 2005년 3월 1일 : 화천정보산업고등학교로 개칭(전자과, 인터넷정보과, 레저스포츠경영과)
- 2005년 3월 11일 : 여자 축구부 창단
- 2021년 3월 1일 : 학과개편(인터넷정보과 → AI게임개발과, 전기과, 행정정보과)
- 2022년 1월 19일 : 제64회 졸업 38명, 총 6,208명
- 2023년 1월 5일 : 제66회 졸업 21명
- 2023년 9월 1일 : 제32대 이양주 교장 부임
- 2024년 3월 4일 : 입학식(남 18명, 여 19명 계 37명 입학)

## 설치 학과
- 전기과
- 행정정보과
- e스포츠산업과
- AI 게임개발과

## 참고 자료
- 화천정보산업고등학교 - 한국교육학술정보원 학교알리미